# Мурс-Гілл (Індіана)
Мурс-Гілл (англ. Moores Hill) — місто (англ. town) в США, в окрузі Дірборн штату Індіана. Населення — 675 осіб (2020).

## Географія
Мурс-Гілл розташований за координатами 39°6′42″ пн. ш. 85°5′25″ зх. д. / 39.11167° пн. ш. 85.09028° зх. д. (39.111681, -85.090392).  За даними Бюро перепису населення США в 2010 році місто мало площу 1,40 км², уся площа — суходіл. В 2017 році площа становила 1,06 км², уся площа — суходіл.

## Демографія
Згідно з переписом 2010 року, у місті мешкало 597 осіб у 223 домогосподарствах у складі 155 родин. Густота населення становила 428 осіб/км².  Було 252 помешкання (181/км²).
Расовий склад населення:
| - 97,8 % — білих - 0,2 % — чорних або афроамериканців - 0,2 % — азіатів |

До двох чи більше рас належало 1,2 %. Частка іспаномовних становила 0,3 % від усіх жителів.
За віковим діапазоном населення розподілялося таким чином: 28,5 % — особи молодші 18 років, 61,4 % — особи у віці 18—64 років, 10,1 % — особи у віці 65 років та старші. Медіана віку мешканця становила 37,5 року. На 100 осіб жіночої статі у місті припадало 90,1 чоловіків;  на 100 жінок у віці від 18 років та старших — 94,1 чоловіків також старших 18 років.
Середній дохід на одне домашнє господарство  становив 41 512 долари США (медіана — 42 875), а середній дохід на одну сім'ю — 45 184 долари (медіана — 41 071). Медіана доходів становила 41 964 долари для чоловіків та 27 647 доларів для жінок. За межею бідності перебувало 28,3 % осіб, у тому числі 45,4 % дітей у віці до 18 років та 5,6 % осіб у віці 65 років та старших.
Цивільне працевлаштоване населення становило 283 особи. Основні галузі зайнятості: будівництво — 16,3 %, освіта, охорона здоров'я та соціальна допомога — 15,9 %, виробництво — 14,8 %, мистецтво, розваги та відпочинок — 14,1 %.